# Soto (Asturies)
Pour les articles homonymes, voir Soto.
Soto est une paroisse située au sud de la communauté autonome des Asturies, au nord de l'Espagne.
Au nord de Soto se trouve la paroisse de Serrapio (es), au sud celle de Murias (es), à 3 kilomètres au sud-est Cabañaquinta, capitale de cette municipalité, et à l'ouest Piñeres (es).
Soto s'étend sur une surface de 10 km2. En 2011, 255 personnes habitaient dans ses 11 lieux-dits. On y trouve 4 fermes inhabitées.
La localité de Soto est située à 400 mètres d'altitude et 174 personnes y vivent.
Dans ce lieu se trouve le château de Soto (es), construit au XIIe siècle. Il a été complètement abandonné, mais des travaux de réhabilitation ont débuté en avril 2022.
À proximité se trouve le chemin de Santiago allerano (es), itinéraire non officiel du pèlerinage de Saint-Jacques-de-Compostelle.
Au bout d'une côte d'environ 300 mètres de long se trouve le sanctuaire de Nuestra Señora de Miravalles (es). Dans cette plaine se trouvait une basilique du IXe siècle, totalement disparue. Le sanctuaire est situé sur un versant privilégié[C'est-à-dire ?] du terrain montagneux.